# メカイカ
メカイカ（英語: Meka'ika）は、エリトリア・デブバウィ・ケイバハリ地方南部の村で、紅海に面した海岸線を持つ。南デンカリア地区の行政府所在地であるデブバウィ・ケイバハリ地方の州都・アッサブから7.4キロメートル離れている。また、村の西側にはアッサブ国際空港がある。　メカイカは他にもMacaca,Maacaca等と綴られる。北緯13度03分29秒、東経42度40分10秒。標高0m。